# Schismus arabicus
Schismus arabicus är en gräsart som beskrevs av Christian Gottfried Daniel Nees von Esenbeck. Schismus arabicus ingår i släktet fransgrässläktet, och familjen gräs. Inga underarter finns listade i Catalogue of Life.

## Bildgalleri

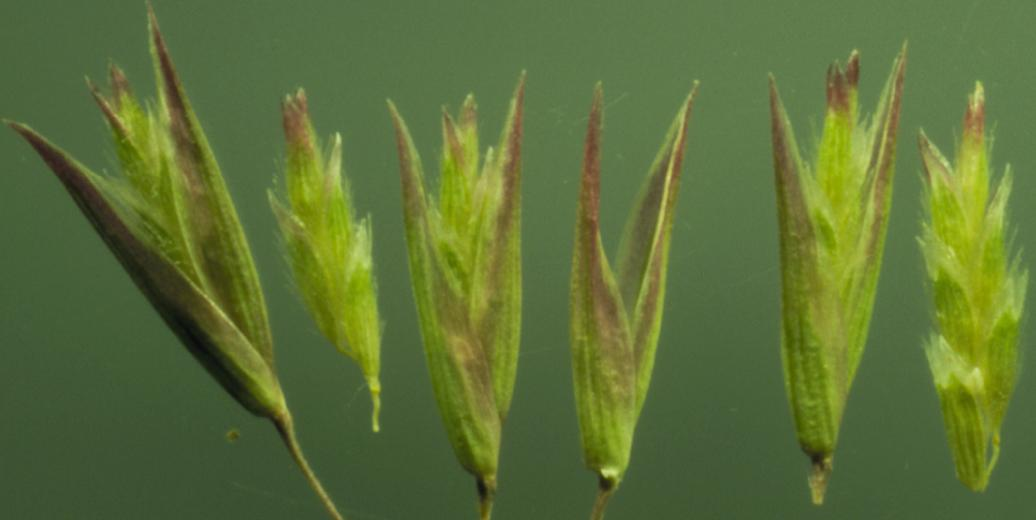